# Alison Johnstone

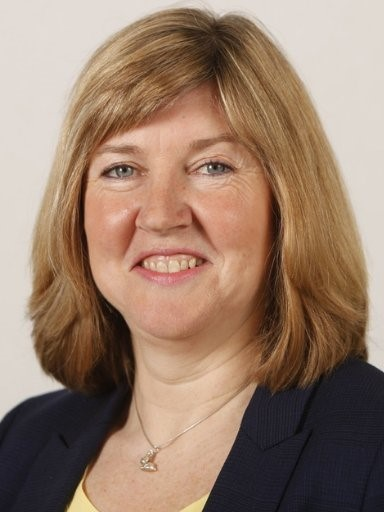
Alison Johnstone

Alison Johnstone (* 11. Oktober 1965 in Edinburgh) ist eine schottische Politikerin und Mitglied der Scottish Green Party.
Johnstone besuchte die St. Augustine’s High School in Edinburgh. Vor ihrer politischen Karriere war sie schottische Meisterin im 800- und 1500-Meter-Lauf. Sie ist Mutter einer Tochter und lebt mit ihrem Ehemann in Edinburgh. Ab 1999 bis zu ihrer Wahl in das Schottische Parlament 2011 war sie für den Grünen-Abgeordneten Robin Harper tätig. Des Weiteren war sie von 2007 bis 2012 gewähltes Mitglied des Edinburgher Stadtrates.
Nachdem Robin Harper zu den Schottischen Parlamentswahlen 2011 nicht mehr antrat, wurde Johnstone auf den ersten Rang der Regionalwahlliste der Scottish Green Party für die Wahlregion Lothian gesetzt. Infolge des Wahlergebnisses konnte die Partei einen Kandidaten entsenden, wodurch Johnstone erstmals in das Schottische Parlament einzog. Bei der Wahl 2016 zog sie erneut auf der Lothian-Regionalliste ins Parlament ein, wobei die Grünen landesweit deutlich zulegten und 6 Abgeordnete entsenden können, darunter einen zweiten (Andy Wightman) aus der Lothian-Region.